# Raffaele Andreassi
Raffaele Andreassi, né à L'Aquila le 2 août 1924 et mort à Rome le 20 novembre 2008, est un réalisateur italien.
Il est connu pour son film à Flashback en 1969. Le film, qui a pour sujet un soldat de la seconde Guerre Mondiale, a reçu de nombreux prix. Il était présenté au Festival de Cannes 1969 en sélection officielle en compétition. Lors de sa carrière, Andreassi a également tourné de nombreux documentaires.

## Biographie
Raffaele Andreassi a commencé sa carrière comme journaliste à la fin des années 1940. Il écrit dans de nombreuses revues et journaux, dont le Giornale di Sicilia. Il se consacre aussi à l'écriture de recueils  et de scénarios pour le cinéma et de documentaires. Il fait ses débuts de réalisateur en 1955 avec une comédie, Faccia da mascalzone (« Face à des voyous »), en collaboration avec Lance Comfort. En 1960, il reçoit l'l'Ours d'argent du festival de Berlin pour son court-métrage I vecchi.
En 1968, il réalise Flashback, un film de guerre qui a reçu divers prix. Le film a été présenté au Festival de Cannes en sélection officielle en compétition et reçu une Standing ovation,.
Par la suite, Andreassi a collaboré avec la RAI. De 1971 à 1975, il a été directeur artistique de l'Audiovisuel Mondadori. De 1982 à 1983, il a enseigné les techniques du film documentaire à Bologne. En 1999, il écrit et réalise le documentaire I lupi dentro « Les loups à l'intérieur » avec des acteurs non-professionnels, un voyage de l'auteur dans l'espace et dans le temps.
Andreassi est mort en novembre 2008.

## Filmographie
- 1954 :
  - Gli uomini del sale
  - Uomini in bilico
- 1956 :
  - Faccia da mascalzone
  - Risveglio
- 1958 :Simone Martini
- 1960 :
  - I vecchi
  - Bambini
  - Il puledrino
  - Lo specchio, la tigre e la pianura
  - Nebbia
- 1961 :Gli stregoni
- 1963 :
  - Amore
  - I piaceri proibiti
- 1964 : Il silenzio
- 1965 :
  - Antonio Ligabue, pittore
  - Gli animali
- 1966 : Alternative attuali
- 1968 : Uomini e cose
- 1969 : Flashback
- 2000 : I lupi dentro